# Arne Malmborg (konstnär)
Nils Arne Malmborg, född 25 juni 1924 i Göteborg, död 30 juli 1990 i Mölnlycke, var en svensk konstnär huvudsakligen verksam som tecknare, grafiker och målare. 
Han var son till Nils Wilhelm Malmborg och Edith Linnea Kihlberg och gift första gången med Liliane Nystroem och andra gången från 1957 med adjunkten Märta Tenow. Malmborg studerade vid Slöjdföreningens skola 1941–1943 och för Nils Nilsson vid Valands målarskola 1943–1945 samt under studieresor till ett stort antal länder i Europa. Separat ställde han ut på Galleri God konst i Göteborg 1955 och 1958. Han har sedan 1947 medverkat i ett stort antal samlingsutställningar bland annat i Skara, Trollhättan, Örnsköldsvik, Kalmar och Borås. 
Bland hans offentliga arbeten märks en monumentalmålning på läroverket i Lidköping med motiv från Almquists kortroman Det går an. Hans konst består av stilleben, figurer, interiörer, stadsbilder och landskapsbilder från västkusten utförda i olja, gouache eller träsnitt. Malmborg finns representerad i bland annat Västerås kommun och Lidköpings konstförenings samlingar.
Arne Malmborg är begravd på Råda kyrkogård.